# Revaz Chelebadze
Revaz Chelebadze (en géorgien : რევაზ ჩელებაძე, et en russe : Реваз Владимирович Челебадзе) est un footballeur géorgien né le 2 octobre 1955 à Kobuleti.
Il a également été international soviétique entre 1977 et 1980, prenant notamment part aux Jeux olympiques d'été de 1980 où il remporte la médaille de bronze.
Il devient ensuite dirigeant de club.

## Biographie

### Carrière de joueur

#### Carrière en club
Né et formé à Kobuleti, Revaz Chelebadze intègre durant sa jeunesse les rangs de l'équipe locale du Shukura Kobuleti avant de rejoindre le Dinamo Batoumi en 1974. Faisant la même année ses débuts dans la troisième division soviétique à l'âge de 18 ans, il se démarque rapidement comme un buteur prolifique et inscrit 30 buts durant les saisons 1974 et 1975.
Ses performances lui valent d'être repéré par le Dinamo Tbilissi qui le recrute en début d'année 1976 et avec qui il fait ses débuts en première division le 27 mars 1976 contre le Metallourg Zaporojié. Il marque ses premiers buts le 1er juin en inscrivant un triplé contre le Zaria Vorochilovgrad pour une victoire 3-0.
Restant par la suite au Dinamo jusqu'en 1982, il dispute en tout 160 rencontres pour 55 buts marqués en l'espace de sept saisons, atteignant notamment la barre des onze réalisations lors de la saison 1980. Au cours de cette période, il remporte ainsi le championnat soviétique en 1978 ainsi que la coupe nationale en 1976. Il prend également à quatorze rencontres en compétitions européennes dans la Coupe des coupes et la Coupe UEFA, marquant notamment trois buts lors de la Coupe UEFA 1977-1978 contre le KB Copenhague.
Après son départ de Tbilissi à la mi-saison 1982, il redescend dans les divisions inférieures, terminant l'année sous les couleurs du Guria Lantchkhouti avant de faire son retour au Dinamo Batoumi entre 1983 et 1984, inscrivant avec ce dernier 53 buts en 87 matchs. Il effectue ensuite un deuxième passage au Dinamo Tbilissi, connaissant notamment une saison à dix buts en 1986 avant de mettre un terme à sa carrière l'année suivante à l'âge de 32 ans.

#### Carrière en sélection
Chelebadze est sélectionné pour la première fois avec l'équipe nationale soviétique par Nikita Simonian à l'occasion d'un match amical contre la Pologne le 7 septembre 1977. Il connaît le mois suivant une deuxième sélection face à la France avant d'être laissé de côté pendant plus de deux ans et demi.
Il fait finalement son retour sous Konstantin Beskov au mois de mars 1980 lors d'un match amical contre la Bulgarie durant lequel il marque deux buts pour une victoire 3-1 avant d'être à nouveau buteur un mois plus tard contre la Suède lors d'une nouvelle victoire 5-1. Sélectionné tout au long du premier semestre 1980, il joue son septième et dernier match en équipe nationale A le 12 juillet 1980 contre le Danemark dans le cadre de la préparation pour les Jeux olympiques d'été où il est retenu au sein de la délégation soviétique. Il dispute par la suite deux rencontres au cours de ce tournoi contre la Zambie puis le Koweït tandis que l'Union soviétique termine troisième et empoche la médaille de bronze.

### Carrière de dirigeant
Après la fin de sa carrière, Chelebadze se tourne vers le domaine administratif et dirige notamment plusieurs clubs géorgiens au cours des années 1990, incluant le Dinamo Batoumi, le Shukura Kobuleti et le Metallurgi Roustavi, et occupe un poste de vice-président au sein de la fédération géorgienne. Il devient par la suite agent de joueurs.

## Statistiques
| Saison                | Club                  | Championnat           | Championnat | Championnat | Coupe(s) nationale(s) | Coupe(s) nationale(s) | Compétition(s) continentale(s) | Compétition(s) continentale(s) | Compétition(s) continentale(s) | Total | Total |
| Saison                | Club                  | Division              | M.          | B.          | M.                    | B.                    | Comp.                          | M.                             | B.                             | M.    | B.    |
| 1976                  | Dinamo Tbilissi       | D1                    | 22          | 7           | 4                     | 1                     | C2                             | 3                              | 0                              | 29    | 8     |
| 1977                  | Dinamo Tbilissi       | D1                    | 28          | 8           | 1                     | 0                     | C3                             | 4                              | 3                              | 33    | 11    |
| 1978                  | Dinamo Tbilissi       | D1                    | 12          | 3           | 5                     | 1                     | C3                             | 1                              | 0                              | 18    | 4     |
| 1979                  | Dinamo Tbilissi       | D1                    | 20          | 9           | 5                     | 0                     | -                              | -                              | -                              | 25    | 9     |
| 1980                  | Dinamo Tbilissi       | D1                    | 28          | 11          | 9                     | 9                     | C2                             | 4                              | 0                              | 41    | 20    |
| 1981                  | Dinamo Tbilissi       | D1                    | 6           | 3           | -                     | -                     | C2                             | 1                              | 0                              | 7     | 3     |
| 1982                  | Dinamo Tbilissi       | D1                    | 5           | 0           | 1                     | 0                     | C2                             | 1                              | 0                              | 7     | 0     |
| Sous-total            | Sous-total            | Sous-total            | 121         | 41          | 25                    | 11                    | -                              | 14                             | 3                              | 160   | 55    |
| 1982                  | Guria Lantchkhouti    | D2                    | 11          | 6           | -                     | -                     | -                              | -                              | -                              | 11    | 6     |
| 1983                  | Dinamo Batoumi        | D3                    | 31          | 21          | -                     | -                     | -                              | -                              | -                              | 31    | 21    |
| 1984                  | Dinamo Batoumi        | D2                    | 37          | 27          | 3                     | 0                     | -                              | -                              | -                              | 40    | 27    |
| 1985                  | Dinamo Batoumi        | D2                    | 10          | 5           | -                     | -                     | -                              | -                              | -                              | 10    | 5     |
| Sous-total            | Sous-total            | Sous-total            | 89          | 59          | 3                     | 0                     | -                              | -                              | -                              | 92    | 59    |
| 1985                  | Dinamo Tbilissi       | D1                    | 8           | 0           | 1                     | 0                     | -                              | -                              | -                              | 9     | 0     |
| 1986                  | Dinamo Tbilissi       | D1                    | 24          | 10          | -                     | -                     | -                              | -                              | -                              | 24    | 10    |
| 1987                  | Dinamo Tbilissi       | D1                    | 5           | 1           | 1                     | 0                     | -                              | -                              | -                              | 6     | 1     |
| Sous-total            | Sous-total            | Sous-total            | 37          | 11          | 1                     | 0                     | -                              | -                              | -                              | 38    | 11    |
| Total sur la carrière | Total sur la carrière | Total sur la carrière | 292         | 0           | 30                    | 0                     | -                              | 14                             | 3                              | 336   | 3     |

## Palmarès
| Dinamo Tbilissi - Championnat d'Union soviétique (1) : - Champion : 1978. - Coupe d'Union soviétique (1) : - Vainqueur : 1976. | Union soviétique olympique - Jeux olympiques : - Bronze : 1980. |